# Фрайбург-ім-Брайсгау
Фрайбург-ім-Брайсгау (нім. Freiburg im Breisgau, [ˈfʁaɪ̯bʊʁk ʔɪm ˈbʁaɪ̯sɡaʊ̯], вимоваⓘ; алем.: Friburg im Brisgau; фр. Fribourg-en-Brisgau) — четверте за населенням місто німецької землі Баден-Вюртемберг після Штутгарта, Мангайма та Карлсруе. Населення міста близько 236 140 осіб, міської території — 354 500 (2021),, агломерації — 660 000 (2018).
Фрайбург розташований у південно-західних передгір'ях Шварцвальду, на річці Драйзам, притоці Ельца. Місто розташовано у Брайсгау, одному з найтепліших регіонів Німеччини, на півдні Верхньої Рейнської рівнини. Межі міста простягаються від вершини Шауїнсланд (1284 м) у Шварцвальді до 3 км на схід від французького кордону, тоді як Швейцарія знаходиться за 42 км на південь.
Місто розташоване у виноробному регіоні Баден.
Згідно з метеорологічною статистикою, у Фрайбурзі у 2003-15 рр. встановлено історичний температурний рекорд Німеччини — 40,2 °C.
Старе університетське місто та резиденція архієпископства (перша згадка на початку XII століття) і незабаром стало комерційним, інтелектуальним і церковним центром регіону Верхній Рейн. Фрайбурзький університет, заснований в 1457 році, є одним із найстаріших університетів Німеччини. Головна пам'ятка Фрайбурга — Фрайбурзький собор, побудований в 1200—1513 рр. і описаний як «готичний архітектурний шедевр».
Через старе місто проходить розгалужена система каналів — Фрайбурзькі потічки (Bächle, букв. невеликі струмки), які живляться водою з Драйзаму та проходять уздовж майже всіх вулиць і провулків, що надає місту унікального вигляду.Фрайбург має високий рівень життя та відомий своїми передовими екологічними методами, які втілюються в місцевих житлових проектах, таких як район Фаубан.
Діалект, яким розмовляють у Фрайбурзі, класифікується як (верхньорейнський) нижньоалеманський, і тому найтісніше пов'язаний з іншими діалектами Бадену на північ від Маркгрефлерланду та на південь від Карлсруе, з більшістю діалектів, якими історично розмовляли в Ельзасі (ельзаська мова), та з базельською німецькою.

## Географія
Фрайбург розташований на межі між Шварцвальдом і Верхньорейнською низовиною.
Найближчі великі міста: 60  км південніше — Базель (Швейцарія), близько 86 км на південний схід — Цюрих (Швейцарія), близько 85 км північніше Страсбург (Франція) і близько 140 км північніше — Карлсруе. Столиця федеральної землі  Штутгарт  міститься близько 200 км північно-східніше від Фрайбурга.

## Історія
Фрайбург засновано Конрадом і герцогом Бертольдом III з дому Церінгенів в 1120 році як вільне ринкове місто;
 звідси його назва, яка перекладається як «вільне (або незалежне) місто». Frei означає «вільний», а Burg, як і сучасне англійське слово «borough», використовувалося в ті часи для об'єднаного міста чи містечка, зазвичай із певним ступенем автономії. Німецьке слово «Burg» також означає «укріплене місто», як у Гамбурзі. Таким чином, ймовірно, що назва цього місця означає «укріплене місто вільних громадян».
Це місто було стратегічно розташоване на перехресті торгівельних шляхів між Середземним і Північним морями, а також річками Рейн і Дунай. У 1200 році населення Фрайбурга налічувало приблизно 6000 осіб. Приблизно в той час, за правління Бертольда V, останнього герцога Церінгенського, місто почало будівництво свого кафедрального собору Фрайбурга на місці старішої парафіяльної церкви. Заснований в романському стилі, він був продовжений і завершений в 1513 році здебільшого як готична будівля. У 1218 році, коли помер Бертольд V, потім Егіно V фон Урах, граф Ураха прийняв титул графа Фрайбурга як Егіно I Фрайбурзький. Міська дума не довіряла новим дворянам і закріпила свої встановлені права в документі. Наприкінці XIII століття виникла ворожнеча між громадянами Фрайбурга та їхнім сеньйором, графом Егіно II Фрайбурзьким. Егіно II підвищив податки та намагався обмежити свободу громадян, після чого фрайбурзьці використали катапульти, щоб знищити графський замок на вершині Шлоссберга, пагорба, що височіє над центром міста. Розлючений граф звернувся по допомогу до свого шурина, князь-єпископа Страсбурга, Конрада Ліхтенберзького. Єпископ відповів походом зі своєю армією на Фрайбург.

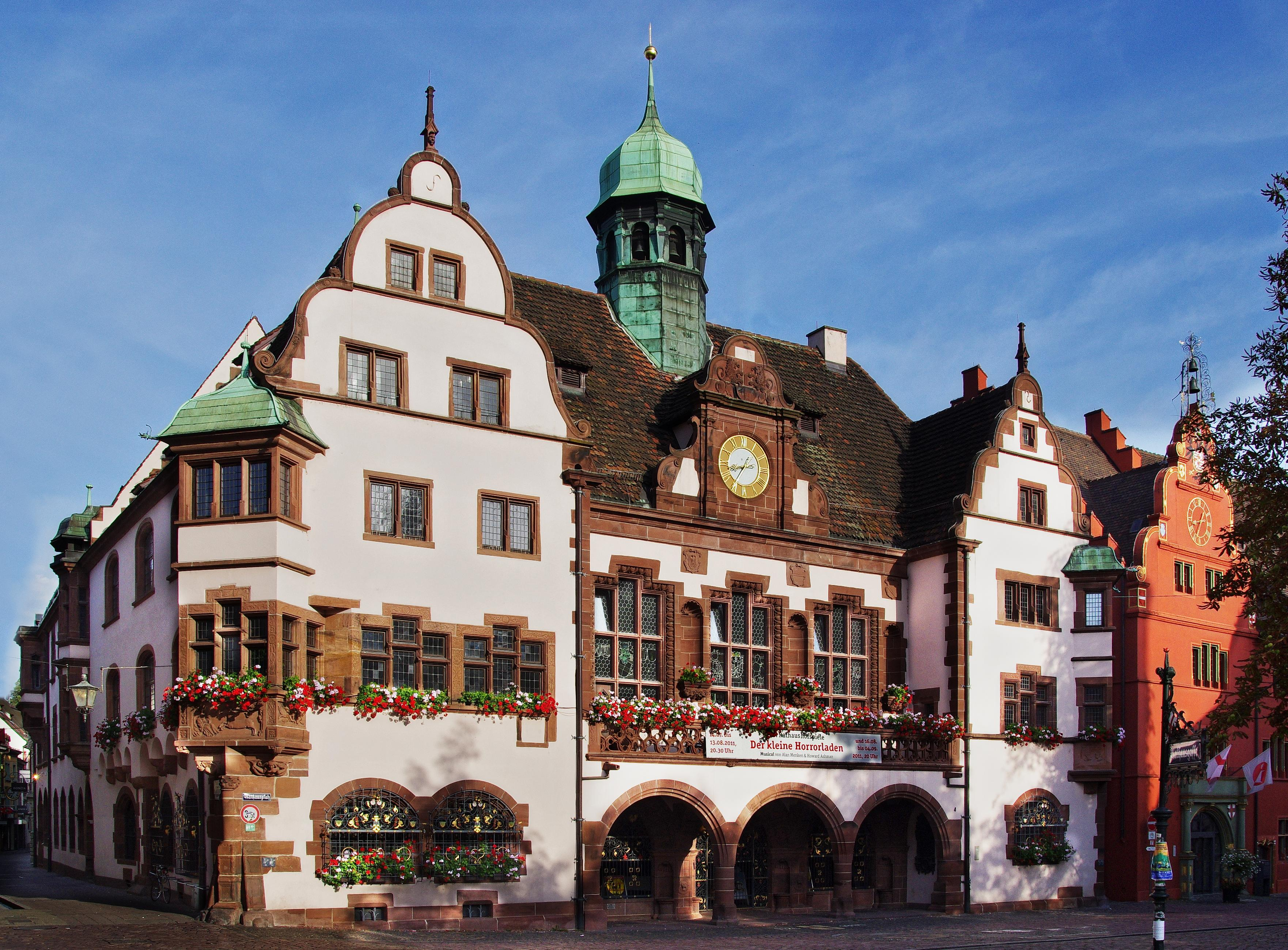
Фрайбурзька ратуша

Згідно зі старовинною фрайбурзькою легендою, 29 липня 1299 року м'ясник на ім'я Гаурі зарізав єпископа Страсбурга. Це була Піррова перемога, оскільки відтепер громадяни Фрайбурга мали щорічно платити графу Фрайбурга 300 марок сріблом до 1368 року. У 1366 році графи Фрайбурга зробили ще одну невдалу спробу під час нічного рейду окупувати місто. Зрештою громадянам набридли їхні сеньйори, і в 1368 році Фрайбург придбав у них незалежність. Місто передалося під захист Габсбургів, які дозволили місту зберегти велику кількість свободи. Більшість дворян міста загинуло в битві під Земпахом (1386). Патриціанська сім'я Шневлін взяла під свій контроль місто, поки цехівці не повстали. До 1389 року гільдії стали сильнішими за патриціїв.
Срібні копальні на горі Шауїнсланд стали важливим джерелом багатства Фрайбурга. Це срібло зробило Фрайбург одним із найбагатших міст Європи, і в 1327 році Фрайбург викарбував власну монету — Раппенпфенніг. У 1377 році міста Фрайбург, Базель, Кольмар і Брайзах уклали грошовий союз, відомий як Genossenschaft des Rappenpfennigs (Раппенпфеннізький союз). Цей союз сприяв торгівлі між містами і проіснував до кінця XVI століття. У Фрайбурзі між XIII і XIV століттями проживало 8 000–9 000 осіб і було 30 церков і монастирів. Наприкінці XIV сторіччя нерозроблених срібних жил стало менше, і до 1460 року лише близько 6000 осіб все ще жили в межах мурів Фрайбурга.
Університетське місто Фрайбург перетворилося з міста гірничої справи на культурний центр мистецтва та науки. Він також був комерційним центром. Кінець Середньовіччя та початок Відродження були для Фрайбурга часом як прогресу, так і трагедії.
У 1457 році Альбрехт VI, регент Передньої Австрії, заснував Альберт-Людвігс-Університет, один із найстаріших університетів Німеччини. У 1498 році імператор Максиміліан I провів рейхстаг у Фрайбурзі. У 1520 році місто ратифікувало ряд правових реформ, які багато хто вважав найпрогресивнішими того часу. Метою було знайти баланс між міськими традиціями та старим римським правом. Реформи були добре сприйняті, особливо розділи, що стосуються цивільного процесуального права, покарання та конституції міста.

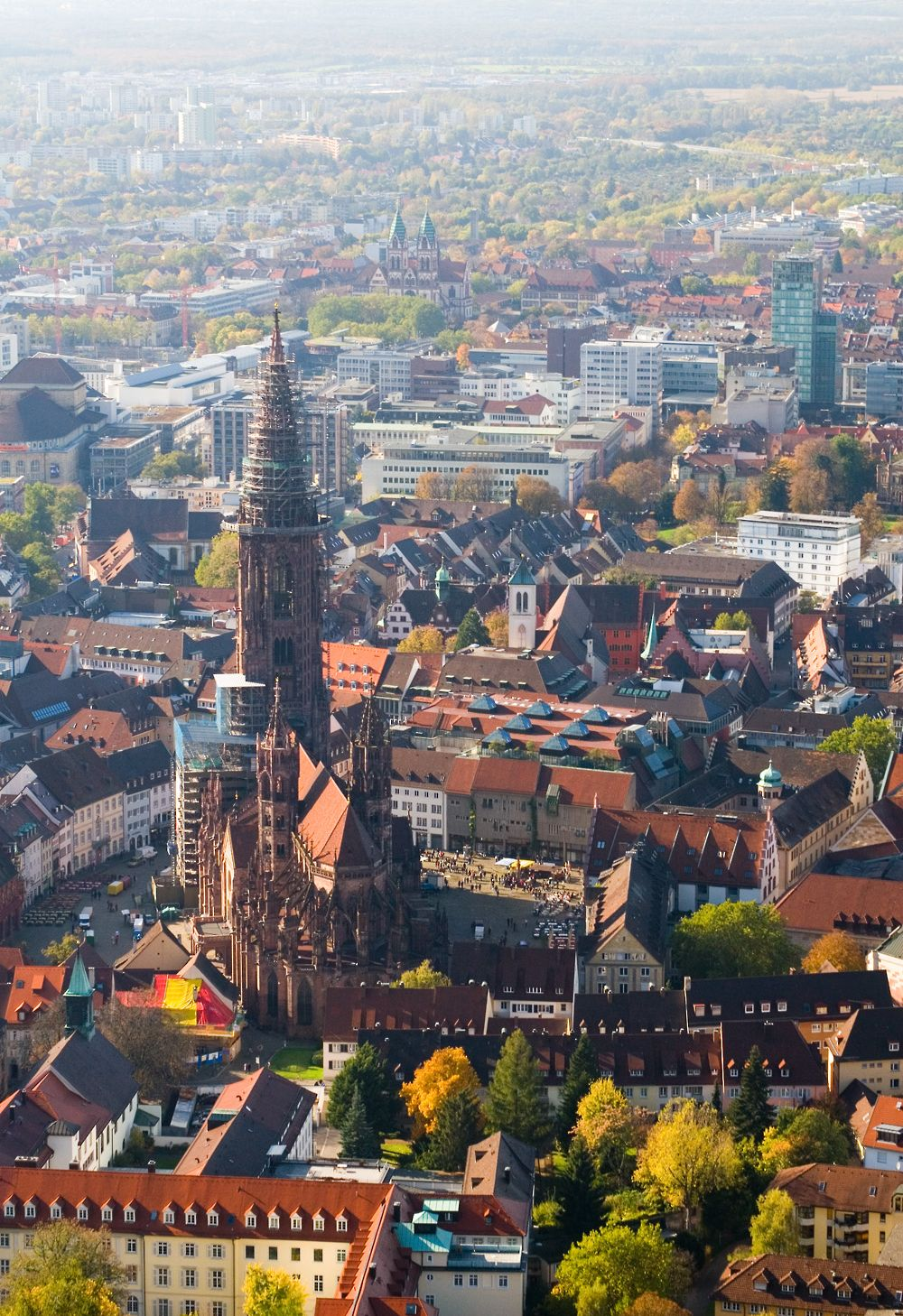
Середньовічний Фрайбурзький собор

У 1520 році Фрайбург вирішив не брати участі в Реформації і став важливим центром католицизму на Верхньому Рейні. Еразм переїхав сюди після того, як Базель прийняв Реформацію. У 1536 році сильна і стійка віра в чаклунство призвела до першого в місті полювання на відьом. Потреба знайти цапа-відбувайла для таких лих, як чорна смерть, яка забрала життя 2000 місцевих жителів (25 % населення міста) в 1564 році, призвела до ескалації полювання на відьом, яке досягло свого піку в 1599 році.
XVII, XVIII та XIX століття були бурхливими часами для Фрайбурга. На початку Тридцятилітньої війни в 1618 році його населення становило від 10 000 до 14 000 осіб; коли вона закінчилася в 1648 році, залишилося лише 2000. У серпні 1644 року тут відбулася битва під Фрайбургом, яка, як кажуть, була найкривавішою битвою війни за відсотком втрат.
У 1648—1805 рр., коли місто не перебувало під французькою окупацією, воно було адміністративним центром Передньої Австрії, територій Габсбургів на південному заході Німеччини. У 1805 році місто разом із районами Брайсгау та Ортенау стало частиною Бадена. У 1827 році, коли було засновано Фрайбурзьке архієпископство, Фрайбург став резиденцією католицького архієпископа.

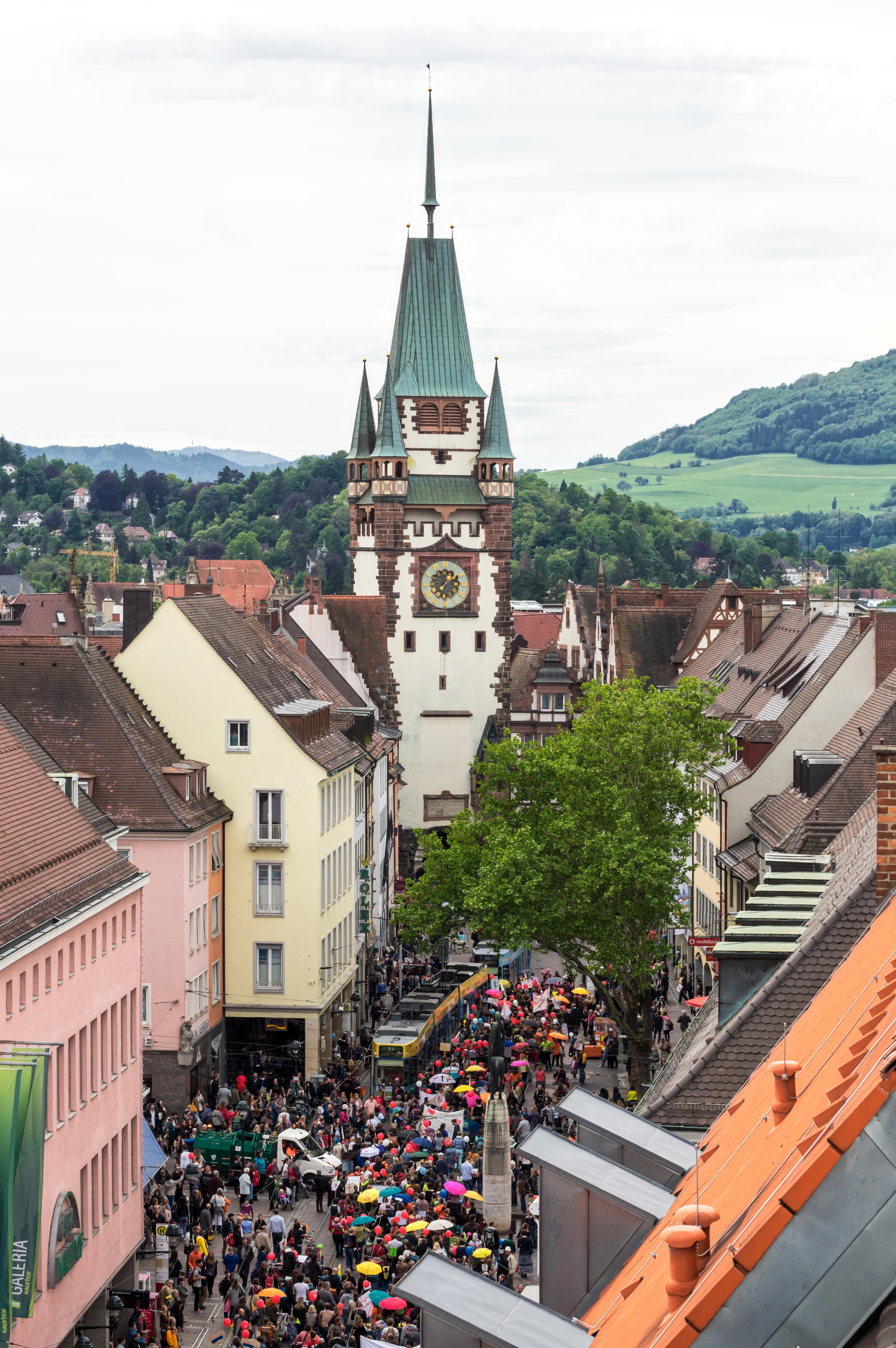
Мартінстор, одна з колишніх міських брам у Фрайбурзі

Під час Другої світової війни Фрайбург зазнав серйозних бомбардувань. У травні 1940 року авіація Люфтваффе помилково скинула приблизно 60 бомб на Фрайбург біля залізничного вокзалу, убивши 57 людей, більшість з яких були цивільними, у тому числі 22 дітей. Про це повідомило офіційне німецьке інформаційне агентство як про атаку західних союзників, і їм загрожували відплатою. Згодом начальник поліції Фрайбурга встановив, що бомби були німецькими, але повна історія була опублікована лише через багато років. 27 листопада 1944 року наліт понад 300 бомбардувальників командування бомбардувальників Королівських ВПС (операція «Тигрова риба») знищив значну частину центру міста, за помітним винятком Мюнстера, який був лише незначно пошкоджений. Після війни місто було відбудовано за середньовічним планом.
21 квітня 1945 року місто окупувала французька армія, і незабаром Фрайбург був віднесений до французької зони окупації. У грудні 1945 року Фрайбург став резиденцією уряду німецької землі Баден, яка була об'єднана в Баден-Вюртемберг в 1952 році. Французька армія зберігала присутність у Фрайбурзі до 1991 року, коли остання французька армійська дивізія покинула місто та залишила Німеччину.
На місці колишньої бази французької армії наприкінці 1990-х років засновано новий район на 5000 мешканців, Вобан, який створено як «стійкий модельний район». Сонячна енергія забезпечує електроенергією багато домогосподарств у цій невеликій громаді.

## Пам'ятки
Завдяки своїй мальовничій красі, відносно теплому та сонячному клімату та легкому доступу до Шварцвальду Фрайбург є центром регіонального туризму. У 2010 році Академія урбаністики визнала Фрайбург європейським містом року на знак визнання зразкового сталого урбанізму, який він реалізував протягом останніх кількох десятиліть.
Найдовша канатна дорога в Німеччині, довжиною 3,6 км, пролягає від Гюнтерсталя до сусідньої гори Шауїнсланд.
Місто має незвичайну систему водостоків (Фрайбурзькі потічки), які проходять по всьому центру. Ці потічки, які колись використовувалися з протипожежною метою та напування худоби, живляться водою, відведеною з Драйзаму. Їх ніколи не передбачалося використовувати для відведення стічних вод, і навіть у середні віки таке використання могло призвести до суворих покарань. Влітку проточна вода забезпечує природне охолодження повітря та приємне дзюрчання. Кажуть, що якщо хтось випадково впаде або наступить на потічок, вони одружаться з мешканцем Фрайбурга.

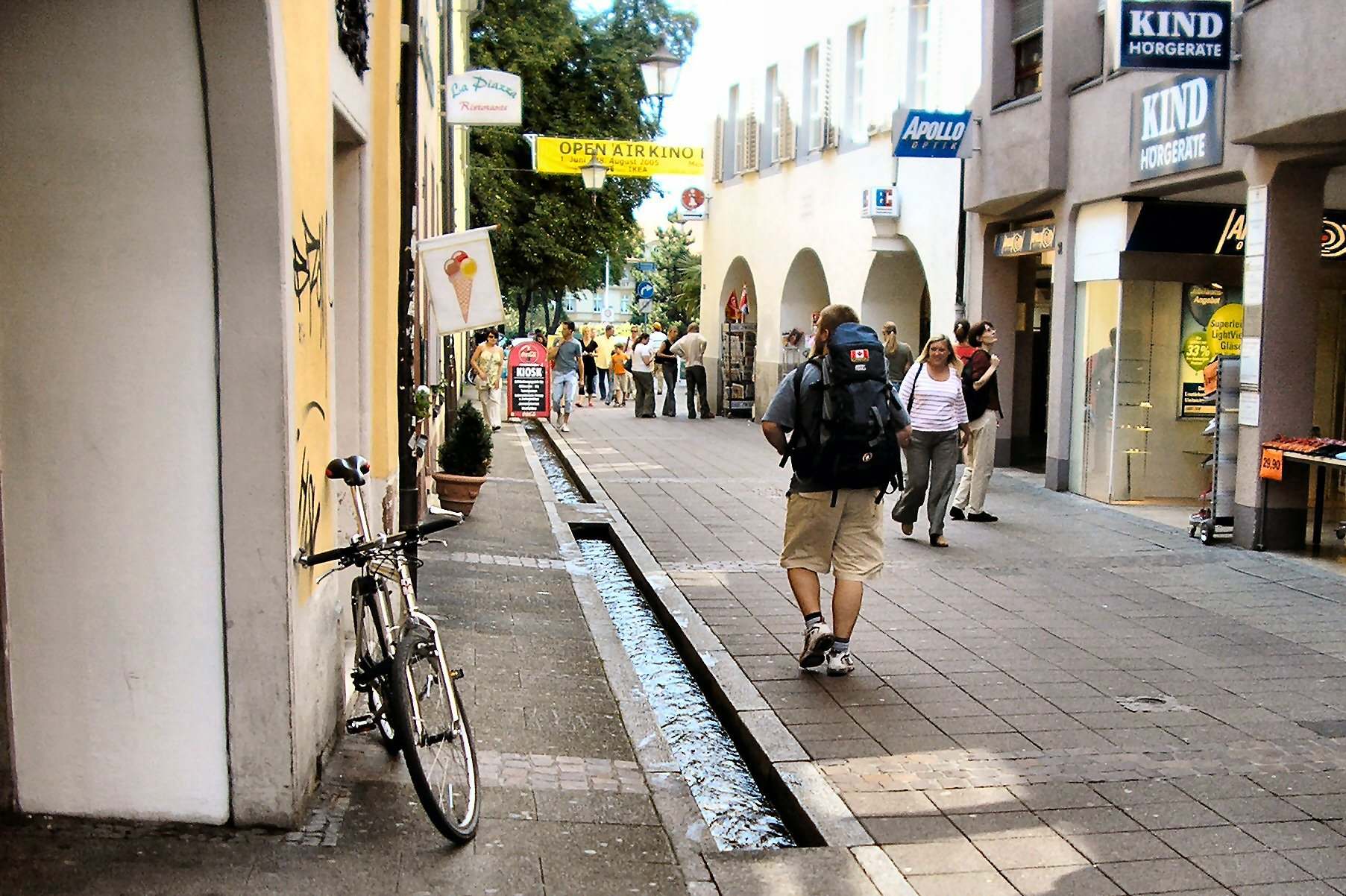
Фрайбурзький потічок

Августинерплац — одна з центральних площ Старого міста. Раніше тут розташовувався монастир августинців, який у 1921 році став музеєм августинців, а тепер це популярне місце для спілкування молодих жителів Фрайбурга. Тут є кілька ресторанів і барів, у тому числі місцева броварня «Feierling», яка має пивний садок. Теплими літніми ночами тут збираються сотні студентів.
У центрі старого міста знаходиться Мюнстерплац або Соборна площа, найбільша площа Фрайбурга. Кожен день, крім неділі, тут проходить фермерський ринок. Тут знаходиться Фрайбурзький собор, готичний кафедральний собор із червоного пісковику, збудований в 1200—1530 рр. та відомий своїм високим шпилем.
Історичний купецький зал (нім. Historisches Kaufhaus) — пізньоготична будівля на південній стороні Мюнстерплац у Фрайбурзі. Побудований в 1520-30 рр., він колись був центром фінансового життя регіону. Його фасад прикрашають статуї та герби чотирьох імператорів Габсбургів.

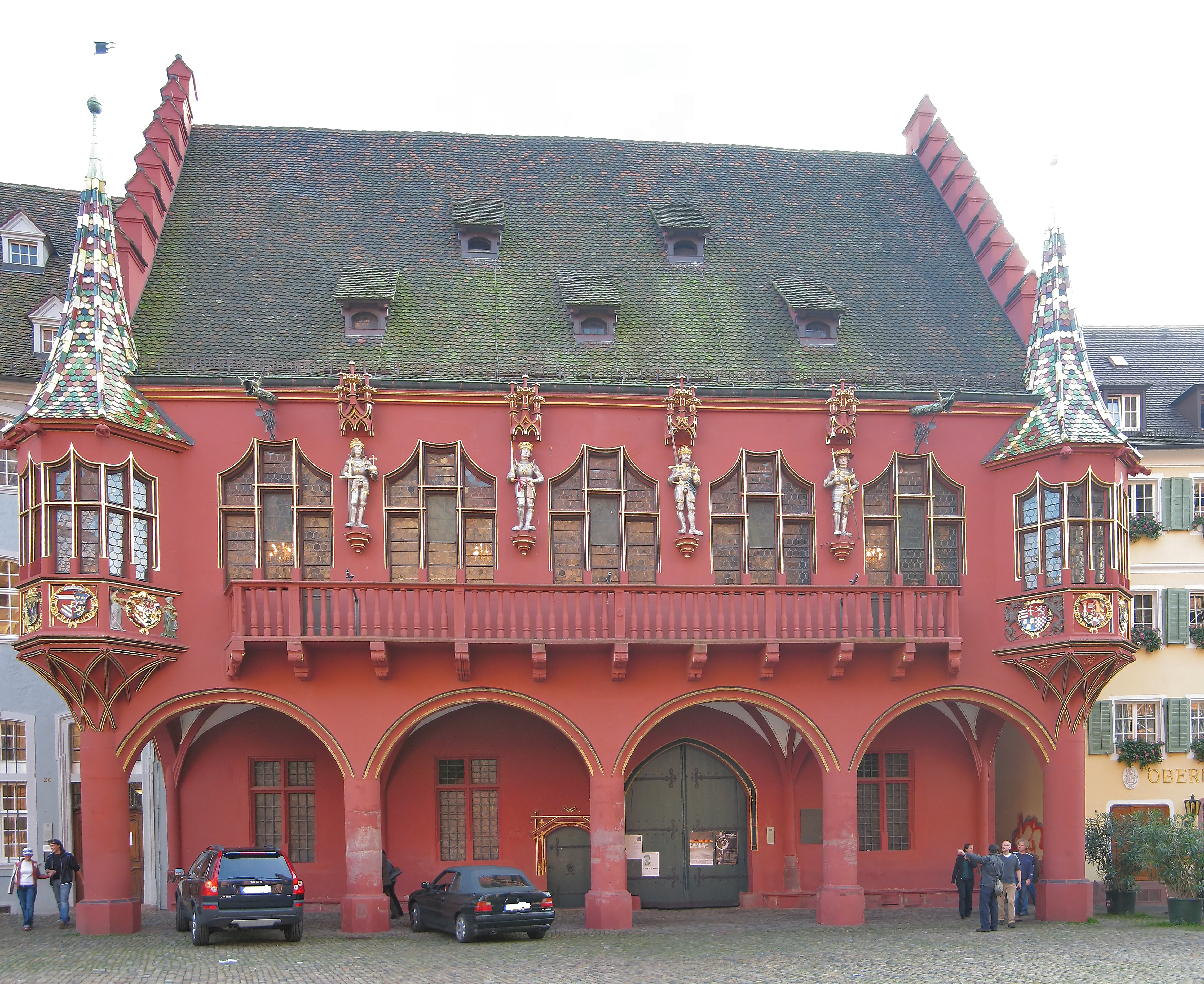
Історичний купецький зал 1520–21 рр

Стара ратуша, побудована в 1559 році та має розписаний фасад. Zum Roten Bären, найстаріший готель у Німеччині, розташований уздовж Оберліндена біля Швабської брами.
Зигесденкмаль, або монумент перемоги — пам'ятник перемоги Німеччини у французько-прусській війні 1871 року. Він розташований на північному краю історичного центру міста Фрайбург і побудовано Карлом Фрідріхом Местом.
На схід від центру міста з пагорба Шлоссберг відкриваються чудові краєвиди на місто та околиці. Замок (Schloss), від якого пагорб отримав свою назву, був зруйнований в 1740-х роках, і залишилися лише руїни. Сьогодні фунікулер Шлоссбергбан сполучає центр міста з пагорбом.
Список популярних пам'яток
- Фрайбург-Мессе
- Фрайбурзький театр
- Церква Святого Серця Ісуса
- Концертгауз
- Музей археології Коломбішлессле
- Дендрарій Фрайбург-Гюнтерсталь, дендропарк у передмісті Гюнтерсталь
- Фрайбурзький ботанічний сад
- Фрайбурзький університет
- Університетська бібліотека Фрайбурга[en], нещодавно відремонтована бібліотека має сучасний дизайн
- Кітовий дім[en], який у фільмі жахів Даріо Ардженто «Суспірія» 1977 року служив Академією танцю, центральним місцем знімання фільму
- Музей августинців
- Фрайбурзький собор
- Шауїнсланд
- Шлоссберг
- Зелені насадження[en]
- Фобан[en], стала еко-спільнота
- Мозаїка з бруківки[en]
- Замок Кібфельсен[de]

## Клімат
| Клімат Фрайбурга                           | Клімат Фрайбурга | Клімат Фрайбурга | Клімат Фрайбурга | Клімат Фрайбурга | Клімат Фрайбурга | Клімат Фрайбурга | Клімат Фрайбурга | Клімат Фрайбурга | Клімат Фрайбурга | Клімат Фрайбурга | Клімат Фрайбурга | Клімат Фрайбурга | Клімат Фрайбурга |
| Показник                                   | Січ.             | Лют.             | Бер.             | Квіт.            | Трав.            | Черв.            | Лип.             | Серп.            | Вер.             | Жовт.            | Лист.            | Груд.            | Рік              |
| Абсолютний максимум, °C                    | 19,5             | 21,9             | 26,2             | 29,8             | 33,7             | 36,5             | 38,3             | 40,2             | 33,9             | 30,8             | 23,2             | 21,7             | 40,2             |
| Середній максимум, °C                      | 5,9              | 7,7              | 12,3             | 16,8             | 20,7             | 24,4             | 26,5             | 26,2             | 21,4             | 15,9             | 9,9              | 6,8              | 16,2             |
| Середня температура, °C                    | 2,9              | 3,8              | 7,5              | 11,2             | 15,3             | 18,9             | 20,8             | 20,4             | 15,9             | 11,4             | 6,6              | 3,8              | 11,5             |
| Середній мінімум, °C                       | −0,2             | 0,0              | 2,7              | 5,6              | 9,8              | 13,3             | 15,2             | 14,9             | 10,9             | 7,3              | 3,3              | 0,6              | 7,0              |
| Абсолютний мінімум, °C                     | −18              | −21,6            | −11,9            | −5,2             | −1,4             | 3,2              | 5,3              | 4,5              | 0,6              | −5,9             | −10,4            | −19,9            | −21,6            |
| Середня кількість сонячних годин на місяць | 64,7             | 91,8             | 146,8            | 181,0            | 206,8            | 232,7            | 250,5            | 234,4            | 177,1            | 115,4            | 66,6             | 56,3             | 1823,9           |
| Норма опадів, мм                           | 48.6             | 49.1             | 54.3             | 65.9             | 103.4            | 87.5             | 92.2             | 83.3             | 76.3             | 79.9             | 70.4             | 66.9             | 877.9            |
| Днів з опадами                             | 15,3             | 14,1             | 14,3             | 13,7             | 15,6             | 14,0             | 14,3             | 14,3             | 12,2             | 14,8             | 15,0             | 17,1             | 174,5            |
| Вологість повітря, %                       | 80.5             | 75.3             | 68.9             | 65.2             | 67.6             | 66.8             | 65.6             | 67.9             | 73.7             | 79.8             | 82.1             | 81.5             | 72.9             |
| ------------------------------------------ | ---------------- | ---------------- | ---------------- | ---------------- | ---------------- | ---------------- | ---------------- | ---------------- | ---------------- | ---------------- | ---------------- | ---------------- | ---------------- |

## Транспорт

### Дорожній рух
Фрайбург має вдале географічне розташування на головних європейських транспортних маршрутах Рейн — Сона — Рона — Середземне море та Рейн — Готтард — Італія. Автомагістраль A5 сполучає Фрайбург на півночі зі Страсбургом, Карлсруе, Мангаймом і Франкфурт-на-Майні та на півдні з Мюлузом і Базелем. Фрайбург має три виїзди з автомагістралі: північний, центральний і південний. Фрайбург також розташований на федеральній трасі B3 (Букстегуде — Вайль-на-Рейні) і перетинається B31 (Брайзах — Ліндау). B294 починається у Фрайбурзі та веде через Фройденштадт і Пфорцгайм до Бреттену.

### Залізничний транспорт
Фрайбург-Головний розташований на чотирьох залізничних лініях і ним користується приблизно 65 000 людей щодня. Райнтальбан (Мангайм — Базель), який сполучає, зокрема, з Цюрихом, Берном та Міланом на середину 2020-х розширюється до чотирьох колій, оскільки він слугуватиме фідером до Нової залізничної магістралі через Альпи (NEAT) у напрямку Готтардського базисного тунелю. Існує високошвидкісне сполучення (LGV Est) зі Страсбурга до Парижа через Оффенбург — Кель. Є також міжміське сполучення через Карлсруе зі Штутгартом і Мюнхеном. З серпня 2013 року Фрайбург має пряме високошвидкісне сполучення через Мюльгайм — Ноєнбург через станцію TGV у Мюлузі до Парижа, Ліона та Марселя, і далі до Барселони. Геллентальбан пролягає від Фрайбурга через Шварцвальд до Донауешингена з підключенням до Мюнхена та Констанца.
На додаток до регіональних поїздів DB Regio AG, SWEG сполучає навколишні міста та громади з регіональним центром Фрайбург: Ельцтальбан прямує через Вальдкірх через Ельцталь до Ельцаху, а Брайзахбан прямує до Брайзаху через Готтенгайм та Ірінген; У Готтенгаймі та Брайзаху є сполучення до SWEG Кайзерштульбан, яка огинає Кайзерштуль. Ця компанія також керує Мюнстертальбаном між Бад-Кроцінгеном і Мюнстерталем, з окремими маршрутами, що пролягають від/до Фрайбурга.

### Міський громадський транспорт

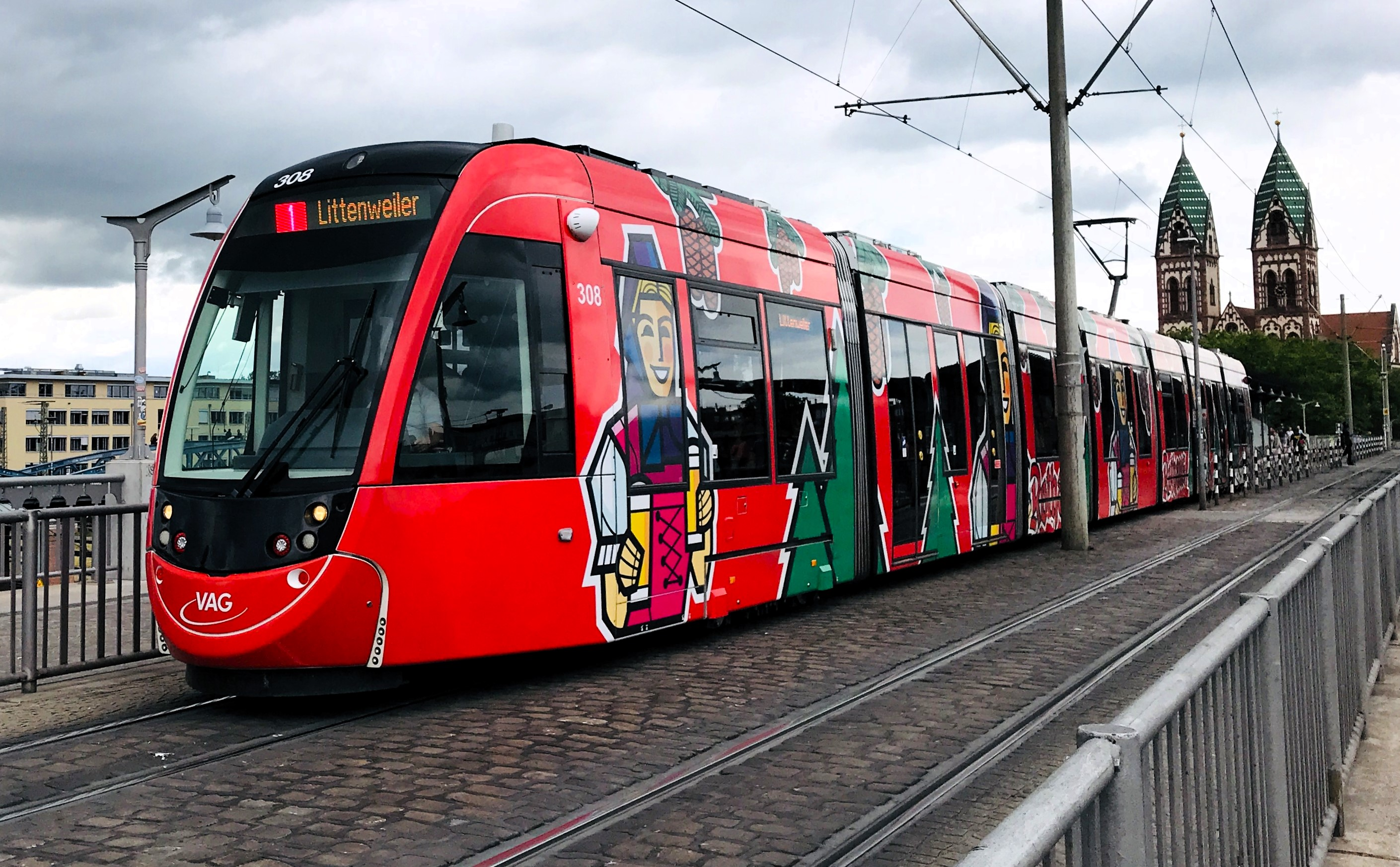
Трамвай Urbos компанії Freiburger Verkehrs AG

Громадський транспорт міста обслуговується п'ятьма трамвайними та 20 автобусними лініями, під орудою Freiburger Verkehrs AG (VAG), які також забезпечують сполучення з околицями.
Duewag побудував три серії Duewag GT8 Typ Freiburg спеціально для VAG. GT8K і GT8N все ще використовуються сьогодні. Останні мають низькопідлогове середнє відділення. Також використовуються 26 вагонів GT8Z від того ж виробника, 48 відсотків кузову з низькою підлогою. Нарешті, на найзавантаженіших маршрутах працюють вагони типу «Siemens Combino», серед них вісім «Combino Basic» і десять «Combino Advanced», а також з 2015 року нові Urbos від іспанської компанії CAF типу Urbos 100 з чотирма візками кожен.
VAG також управляє Шауїнсландбан, найдовшою в Німеччині (3,6 км) гондольною канатною дорогою, яка забезпечує легкий доступ до висот Шауїнсланду (гора у Фрайбурзі (1284 м)).

### Повітряний транспорт
Аеродром Фрайбург, який існує з 1908 року, затверджений як комерційний аеродром для літаків до десяти тонн. Він розташований на заході міста, біля нового виставкового центру.
Однак більшість повітряних перевезень здійснюється через євроаеропорт Базель-Мюлуз-Фрайбург у сусідньому Верхньому Ельзасі. Від центрального вокзалу Фрайбурга до Євроаеропорту курсує автобус, час у дорозі 55 хвилин. Крім того, є автобусне сполучення з найближчими аеропортами Карлсруе/Баден-Баден (приблизно 1:05 год) і Страсбург (приблизно 1:05 год). Є пряме залізничне сполучення з аеропортом Франкфурта (приблизно 2 години 10 хвилин) і з пересадкою в Базелі або Цюриху до аеропорту Цюриха. (приблизно 2:15 год.)

## Уродженці
- Мохамед Дрегер (*1996) — туніський футболіст, півзахисник.
- Йосиф фон Ауффенберг (1789—1857) — німецький поет і драматург.
- Ганс-Еккегард Боб (1917—2013) — німецький льотчик-винищувач.
- Фрідріх Гемпп (1873—1947) — німецький воєнний діяч.

## Міста-побратими
- Львів, Україна

## Галерея

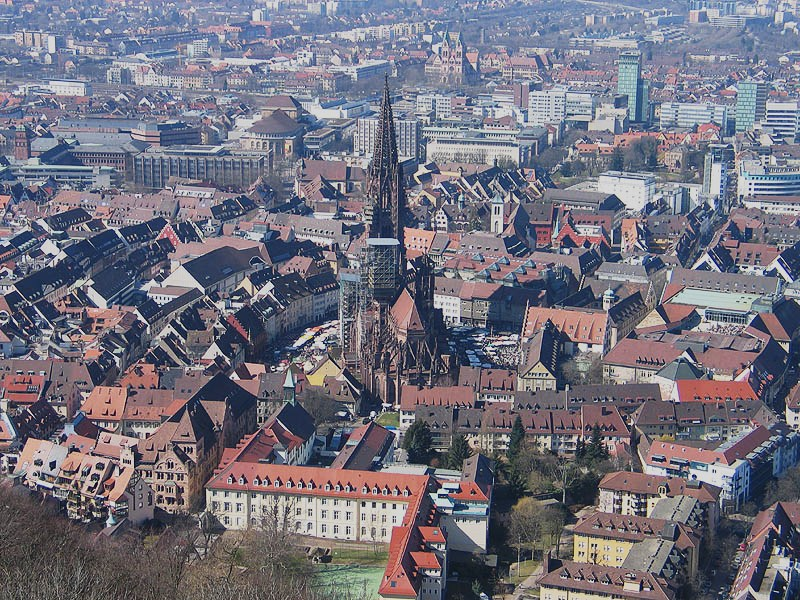
Вигляд на історичний центр Фрайбурга з гори Шлоссберг (нім. Schlossberg)
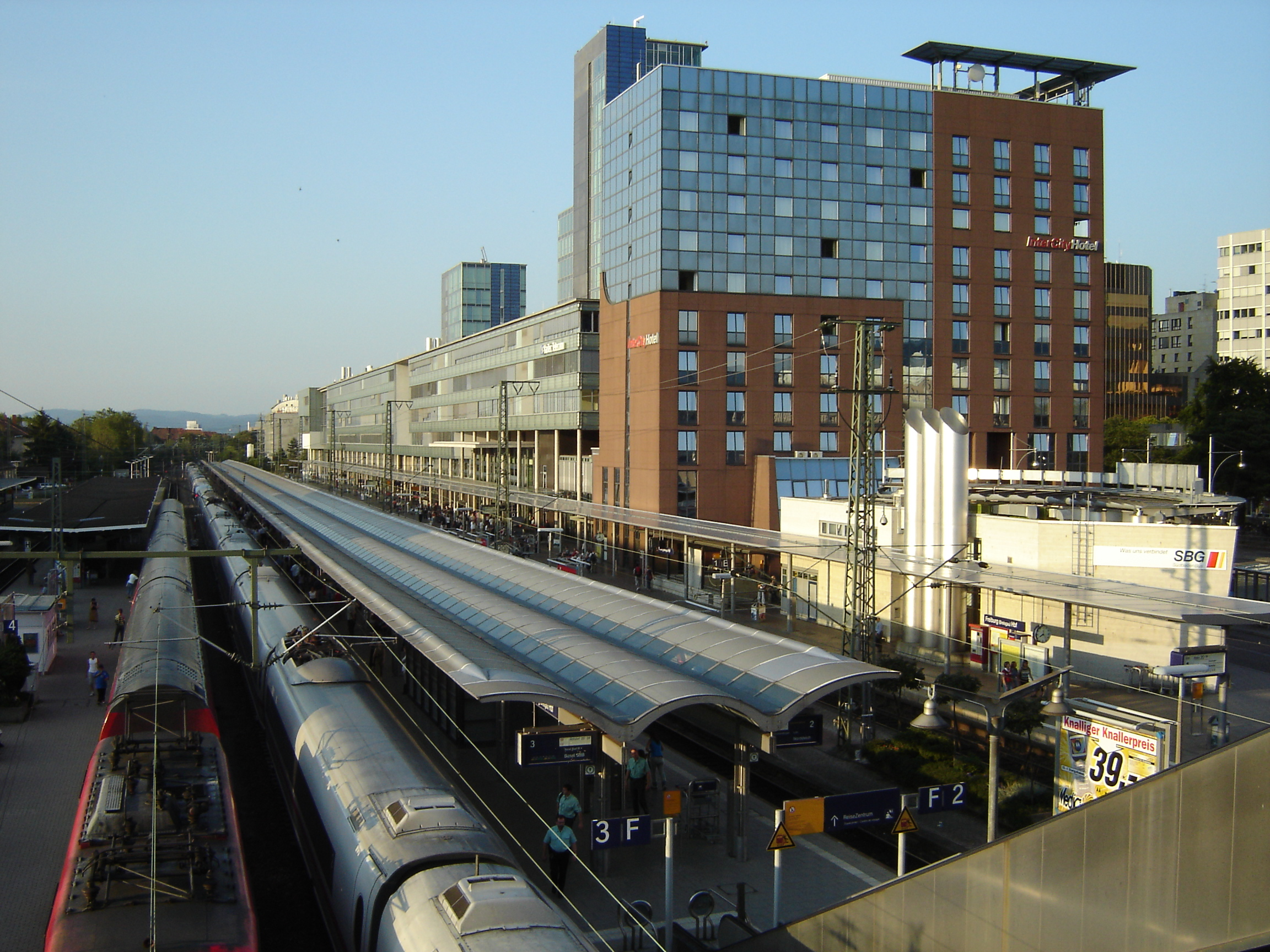
Головний вокзал (вигляд з трамвайної зупинки на мосту через залізничні колії)
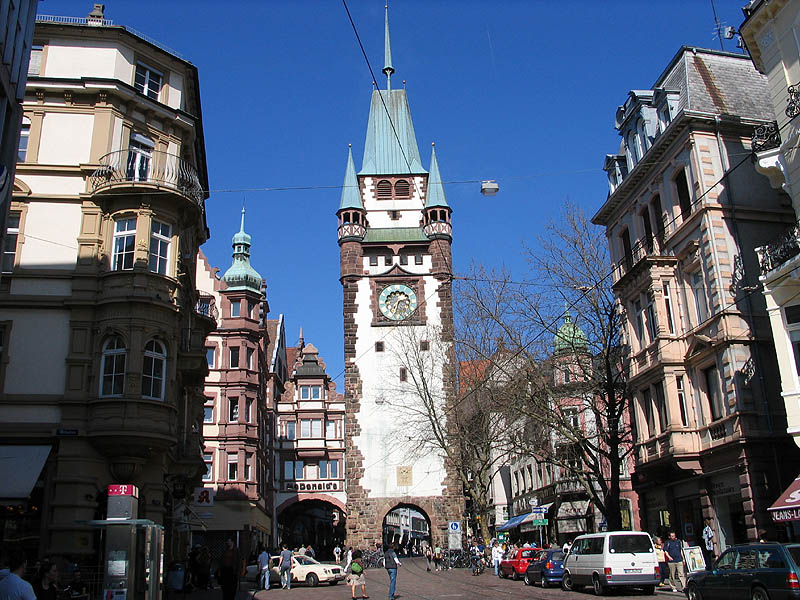
Історична міська брама Мартинстор (нім. Martinstor)
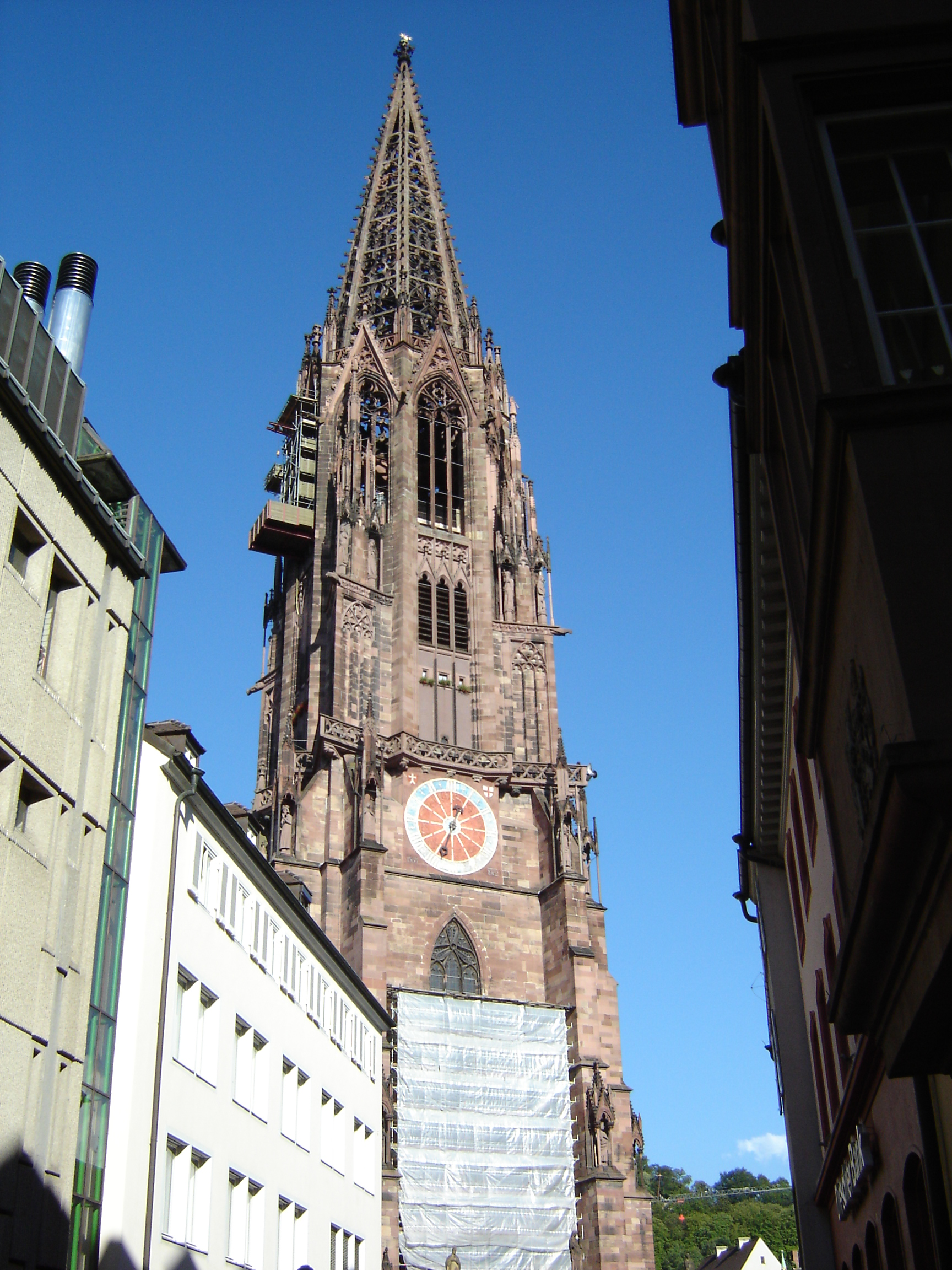
Фрайбурзький мюнстер — готичний собор, символ міста